# ENSA – Seguros de Angola
ENSA – Seguros de Angola S.A. és la principal empresa d'assegurances d'Angola. Va ser creada en 1978 com a Empresa Nacional de Seguros e Resseguros de Angola com a Unidade Economica Estatal, però posteriorment es va convertir en una societat per accions.
ENSA és un holding amb dues empreses operatives, ENSA S.A. com a companyia d'assegurances i ENSA RE SA com a reasseguradora. ENSA també participa en diverses indústries. L'ENSA dona feina a 700 persones, el 40% de les dones. L'ENSA treballa a través de 30 sucursals pròpies i dels seus propis serveis, a través de 54 comptadors en oficines postals i un comptador bancari. El centre d'atenció telefònica d'ENSA pot atendre a 1.000 clients en un torn de treball de 8 hores. ENSA afirma disposar del 50% del mercat d'assegurances angolès.